# John De Andrea
John de Andrea (Denver, 24 de novembro de 1941) é um escultor hiper-realista estadunidense.
Desde os anos sessenta seu trabalho vem causando grande assombro e perplexidade junto ao público e crítica, fato ligado ao extremo naturalismo e realismo conseguido através de uma técnica de qualidade incontextável que supera em muito qualquer outro artista do gênero.
Os trabalhos desenvolvido em polivinil policromado em óleo, em sua grande maioria nus femininos, trouxeram uma nova força expressiva a este ramo das artes plásticas.